# Halmstad (Álbum de Shining)
Halmstad (Niklas angående Niklas) es el quinto álbum de la banda sueca Shining. Fue lanzado por Osmose Producciones el 16 de abril de 2007. Una edición negra del álbum también fue lanzada, limitada a 500 copias.
Varias líneas de Christina Ricci de la película Prozac Nation se pueden encontrar en el disco. La quinta pista es un arreglo de Ludwig Van Beethoven  "Moonlight Sonata".
La primera pista comienza con los versos del inicio de "Antigonish", un poema de 1889 escrito por William Hughes Mearns: 
 
"As I was going up the stair
I met a man who wasn’t there
He wasn’t there again today
I wish, I wish, he’d go away"

## Listado de canciones
| N.º | Título                                                   | Duración |  |
| 1.  | «""Ytterligare ett steg närmare total jävla utfrysning"» |          |  |
| 2.  | «"Längtar bort från mitt hjärta"»                        |          |  |
| 3.  | «"Låt oss ta allt från varandra"»                        |          |  |
| 4.  | «"Besvikelsens dystra monotoni"»                         |          |  |
| 5.  | «"Åttiosextusenfyrahundra"»                              |          |  |
| 6.  | «"Neka morgondagen"»                                     |          |  |

## Personal
- Niklas Kvarforth – Vocales
- Fredric Gråby – Guitarra
- Peter Huss – Guitarra
- Johan Hallander – Bajo
- Ludwig Witt – Batería
- Marcus Pålsson – Piano en "Åttiosextusenfyrahundra"
- Ynas Lindskog – Letras en "Låt oss ta allt från varandra"

- Datos: Q3126184